# Ґрабник (Елцький повіт)
Ґрабник (пол. Grabnik, нім. Grabnick) — село в Польщі, у гміні Старі Юхи Елцького повіту Вармінсько-Мазурського воєводства.
Населення — 360 осіб (2011).

## Демографія
Демографічна структура станом на 31 березня 2011 року:
|          | Загалом | Допрацездатний вік | Працездатний вік | Постпрацездатний вік |
| -------- | ------- | ------------------ | ---------------- | -------------------- |
| Чоловіки | 193     | 51                 | 125              | 17                   |
| Жінки    | 167     | 47                 | 93               | 27                   |
| Разом    | 360     | 98                 | 218              | 44                   |